# Oedopeza
Genre
Synonymes
- Chaetanes Bates, 1864[1]

Oedopeza est un genre de coléoptères de la famille des Cerambycidae.

## Liste d'espèces
Selon Catalogue of Life (8 août 2020) :
- Oedopeza apicale (Gilmour, 1962)
- Oedopeza costulata (Gilmour, 1962)
- Oedopeza cryptica Monné, 1990
- Oedopeza flavosparsa Monné, 1990
- Oedopeza fleutiauxi (Villiers, 1980)
- Oedopeza guttigera Bates, 1864
- Oedopeza leucostigma Bates, 1864
- Oedopeza louisi Audureau, 2010
- Oedopeza maculatissima Monné & Martins, 1976
- Oedopeza ocellator (Fabricius, 1801)
- Oedopeza setigera (Bates, 1864)
- Oedopeza tavakiliani Monné M. A. & Monné M. L., 2012
- Oedopeza umbrosa (Germar, 1824)

## Étymologie
Le genre Oedopeza, du grec ancien οἴδημα, oídêma, « gonflement, tumeur » et πέζα, péza, « cheville du pied », fait référence au renflement présent sur le tarse de ces espèces.

## Publication originale
- (fr + en) Audinet-Serville, « Nouvelle classification de la famille des longicornes (suite) », Annales de la Société entomologique de France, Paris, SEF et Taylor & Francis, vol. 4,‎ 1835, p. 5-100 (ISSN 0037-9271 et 2168-6351, OCLC 1765810, lire en ligne).